# Episodi di Crazy Ex-Girlfriend (prima stagione)
La prima stagione della serie televisiva Crazy Ex-Girlfriend, composta da 18 episodi, è stata trasmessa dal 12 ottobre 2015 al 18 aprile 2016 sulla rete televisiva The CW.
In Italia, la stagione è stata interamente pubblicata sul servizio on demand Netflix il 31 dicembre 2016, mentre in chiaro è andata in onda dal 14 giugno 2018 su Rai 2.
| n° | Titolo originale                                  | Titolo italiano                                         | Prima TV USA     | Pubblicazione Italia |
| -- | ------------------------------------------------- | ------------------------------------------------------- | ---------------- | -------------------- |
| 1  | Josh Just Happens to Live Here!                   | Josh per caso vive qui!                                 | 12 ottobre 2015  | 31 dicembre 2016     |
| 2  | Josh's Girlfriend is Really Cool!                 | La ragazza di Josh è davvero carina!                    | 19 ottobre 2015  | 31 dicembre 2016     |
| 3  | I Hope Josh Comes to My Party!                    | Spero che Josh venga alla mia festa!                    | 26 ottobre 2015  | 31 dicembre 2016     |
| 4  | I'm Going on a Date with Josh's Friend!           | Esco con l'amico di Josh!                               | 2 novembre 2015  | 31 dicembre 2016     |
| 5  | Josh and I Are Good People!                       | Josh e io siamo brave persone!                          | 9 novembre 2015  | 31 dicembre 2016     |
| 6  | My First Thanksgiving with Josh!                  | Il mio primo Ringraziamento con Josh!                   | 16 novembre 2015 | 31 dicembre 2016     |
| 7  | I'm So Happy that Josh is So Happy!               | Sono così felice che Josh sia così felice!              | 23 novembre 2015 | 31 dicembre 2016     |
| 8  | My Mom, Greg's Mom and Josh's Sweet Dance Moves!  | Mia madre, la madre di Greg e i passi di danza di Josh! | 30 novembre 2015 | 31 dicembre 2016     |
| 9  | I'm Going to the Beach with Josh and His Friends! | Vado alla spiaggia con Josh e i suoi amici!             | 25 gennaio 2016  | 31 dicembre 2016     |
| 10 | I'm Back at Camp with Josh!                       | Di nuovo al campo estivo con Josh!                      | 1 febbraio 2016  | 31 dicembre 2016     |
| 11 | That Text Was Not Meant for Josh!                 | Quel messaggio non era per Josh!                        | 8 febbraio 2016  | 31 dicembre 2016     |
| 12 | Josh and I Work on a Case!                        | Josh ed io facciamo causa insieme!                      | 22 febbraio 2016 | 31 dicembre 2016     |
| 13 | Josh and I Go to Los Angeles!                     | Josh ed io andiamo a Los Angeles!                       | 29 febbraio 2016 | 31 dicembre 2016     |
| 14 | Josh Is Going to Hawaii!                          | Josh va alle Hawaii!                                    | 7 marzo 2016     | 31 dicembre 2016     |
| 15 | Josh Has No Idea Where I Am!                      | Josh non sa dove sono!                                  | 21 marzo 2016    | 31 dicembre 2016     |
| 16 | Josh's Sister Is Getting Married!                 | La sorella di Josh si sposa!                            | 28 marzo 2016    | 31 dicembre 2016     |
| 17 | Why Is Josh in a Bad Mood?                        | Perché Josh è di cattivo umore?                         | 11 aprile 2016   | 31 dicembre 2016     |
| 18 | Paula Needs to Get Over Josh!                     | È l'ora che Paula si dimentichi di Josh!                | 18 aprile 2016   | 31 dicembre 2016     |